# Wahlbezirk Aostatal (Camera dei deputati)
Der Wahlbezirk Aostatal ist seit 1946 ein Wahlbezirk (circoscrizione elettorale) für die italienische Abgeordnetenkammer. Er gehört zur Region Aostatal.

## Wahlergebnisse

### Wahl 1946
| Kandidaten               | Kandidaten            | Parteien                                     | Stimmen | %    |
| ------------------------ | --------------------- | -------------------------------------------- | ------- | ---- |
|                          | Giulio Bordon         | Fronte Democratico Progressista Repubblicano | 21.853  | 51,8 |
|                          | Paolo Alfonso Farinet | Democrazia Cristiana                         | 20.340  | 48,2 |
| Gesamt                   | Gesamt                | Gesamt                                       | 42.193  | 100  |
|                          |                       |                                              |         |      |
| Ungültige Stimmen        | Ungültige Stimmen     | Ungültige Stimmen                            | 8.752   | 17,2 |
| Wähler                   | Wähler                | Wähler                                       | 50.945  | 84,0 |
| Wahlberechtigte          | Wahlberechtigte       | Wahlberechtigte                              | 60.650  |      |
|                          |                       |                                              |         |      |
| Quelle: Innenministerium |                       |                                              |         |      |

### Wahl 1948
| Kandidaten               | Kandidaten                    | Parteien                                     | Stimmen | %    |
| ------------------------ | ----------------------------- | -------------------------------------------- | ------- | ---- |
|                          | Paolo Alfonso Farinet         | Democrazia Cristiana                         | 28.737  | 58,9 |
|                          | Renato Chabod                 | Fronte Democratico Progressista Repubblicano | 14.482  | 29,7 |
|                          | Francesco Passerin d’Entreves | Concentrazione Rurale Indipendente Aosta     | 2.906   | 6,0  |
|                          | Giulio Bordon                 | Unione Socialista Indipendente               | 2.637   | 5,4  |
| Gesamt                   | Gesamt                        | Gesamt                                       | 48.762  | 100  |
|                          |                               |                                              |         |      |
| Ungültige Stimmen        | Ungültige Stimmen             | Ungültige Stimmen                            | 3.326   | 6,4  |
| Wähler                   | Wähler                        | Wähler                                       | 52.088  | 85,3 |
| Wahlberechtigte          | Wahlberechtigte               | Wahlberechtigte                              | 61.089  |      |
|                          |                               |                                              |         |      |
| Quelle: Innenministerium |                               |                                              |         |      |

### Wahl 1953
| Kandidaten               | Kandidaten            | Parteien                   | Stimmen | %    |
| ------------------------ | --------------------- | -------------------------- | ------- | ---- |
|                          | Paolo Alfonso Farinet | Democrazia Cristiana       | 27.607  | 53,3 |
|                          | Lino Benel            | Unabhängig                 | 21.920  | 42,3 |
|                          | De Boccard            | Movimento Sociale Italiano | 2.274   | 4,4  |
| Gesamt                   | Gesamt                | Gesamt                     | 51.801  | 100  |
|                          |                       |                            |         |      |
| Ungültige Stimmen        | Ungültige Stimmen     | Ungültige Stimmen          | 3.124   | 5,7  |
| Wähler                   | Wähler                | Wähler                     | 54.925  | 86,7 |
| Wahlberechtigte          | Wahlberechtigte       | Wahlberechtigte            | 63.346  |      |
|                          |                       |                            |         |      |
| Quelle: Innenministerium |                       |                            |         |      |

### Wahl 1958
| Kandidaten               | Kandidaten            | Parteien                   | Stimmen | %    |
| ------------------------ | --------------------- | -------------------------- | ------- | ---- |
|                          | Severino Caveri       | Union Valdôtaine           | 30.596  | 50,9 |
|                          | Paolo Alfonso Farinet | Democrazia Cristiana       | 27.888  | 46,4 |
|                          | Raul Gilioli          | Movimento Sociale Italiano | 1.578   | 2,6  |
| Gesamt                   | Gesamt                | Gesamt                     | 60.062  | 100  |
|                          |                       |                            |         |      |
| Ungültige Stimmen        | Ungültige Stimmen     | Ungültige Stimmen          | 2.445   | 3,9  |
| Wähler                   | Wähler                | Wähler                     | 62.507  | 92,4 |
| Wahlberechtigte          | Wahlberechtigte       | Wahlberechtigte            | 67.617  |      |
|                          |                       |                            |         |      |
| Quelle: Innenministerium |                       |                            |         |      |

### Wahl 1963
| Kandidaten               | Kandidaten        | Parteien                   | Stimmen | %    |
| ------------------------ | ----------------- | -------------------------- | ------- | ---- |
|                          | Corrado Gex       | Union Valdôtaine           | 31.844  | 49,8 |
|                          | Amato Berthet     | Democrazia Cristiana       | 30.708  | 48,0 |
|                          | Aldo Parrini      | Movimento Sociale Italiano | 1.372   | 2,1  |
| Gesamt                   | Gesamt            | Gesamt                     | 63.924  | 100  |
|                          |                   |                            |         |      |
| Ungültige Stimmen        | Ungültige Stimmen | Ungültige Stimmen          | 3.392   | 5,0  |
| Wähler                   | Wähler            | Wähler                     | 67.316  | 93,5 |
| Wahlberechtigte          | Wahlberechtigte   | Wahlberechtigte            | 71.971  |      |
|                          |                   |                            |         |      |
| Quelle: Innenministerium |                   |                            |         |      |

### Wahl 1968
| Kandidaten               | Kandidaten          | Parteien             | Stimmen | %    |
| ------------------------ | ------------------- | -------------------- | ------- | ---- |
|                          | Germano Ollietti    | Democrazia Cristiana | 34.381  | 52,1 |
|                          | Giuseppe Fillietroz | Union Valdôtaine     | 31.557  | 47,9 |
| Gesamt                   | Gesamt              | Gesamt               | 65.938  | 100  |
|                          |                     |                      |         |      |
| Ungültige Stimmen        | Ungültige Stimmen   | Ungültige Stimmen    | 3.677   | 5,3  |
| Wähler                   | Wähler              | Wähler               | 69.615  | 92,4 |
| Wahlberechtigte          | Wahlberechtigte     | Wahlberechtigte      | 75.367  |      |
|                          |                     |                      |         |      |
| Quelle: Innenministerium |                     |                      |         |      |

### Wahl 1972
| Kandidaten               | Kandidaten            | Parteien                                      | Stimmen | %    |
| ------------------------ | --------------------- | --------------------------------------------- | ------- | ---- |
|                          | Germano Ollietti      | DC – UV – RV – PSDI                           | 34.083  | 49,5 |
|                          | Dante Malagutti       | Democratici Popolari                          | 28.886  | 41,9 |
|                          | Luciano Stiglich      | Partito Liberale Italiano                     | 3.462   | 5,0  |
|                          | Giovambattista Parisi | Movimento Sociale Italiano – Destra Nazionale | 2.475   | 3,6  |
| Gesamt                   | Gesamt                | Gesamt                                        | 68.906  | 100  |
|                          |                       |                                               |         |      |
| Ungültige Stimmen        | Ungültige Stimmen     | Ungültige Stimmen                             | 5.487   | 7,4  |
| Wähler                   | Wähler                | Wähler                                        | 74.393  | 94,1 |
| Wahlberechtigte          | Wahlberechtigte       | Wahlberechtigte                               | 79.063  |      |
|                          |                       |                                               |         |      |
| Quelle: Innenministerium |                       |                                               |         |      |

### Wahl 1976
| Kandidaten               | Kandidaten        | Parteien                                      | Stimmen | %    |
| ------------------------ | ----------------- | --------------------------------------------- | ------- | ---- |
|                          | Ruggero Millet    | PCI – PSI – PdUP                              | 26.748  | 35,5 |
|                          | Eddy Ottoz        | DC – RV – UV – UVP – PRI                      | 24.091  | 32,0 |
|                          | Cesare Dujany     | DP – UVP Movimento Regionale                  | 20.234  | 26,9 |
|                          | Antonio Perotti   | Movimento Sociale Italiano – Destra Nazionale | 2.198   | 2,9  |
|                          | Adelaide Aglietta | Partito Radicale                              | 2.020   | 2,7  |
| Gesamt                   | Gesamt            | Gesamt                                        | 75.291  | 100  |
|                          |                   |                                               |         |      |
| Ungültige Stimmen        | Ungültige Stimmen | Ungültige Stimmen                             | 4.282   | 5,4  |
| Wähler                   | Wähler            | Wähler                                        | 79.573  | 92,6 |
| Wahlberechtigte          | Wahlberechtigte   | Wahlberechtigte                               | 85.943  |      |
|                          |                   |                                               |         |      |
| Quelle: Innenministerium |                   |                                               |         |      |

### Wahl 1979
| Kandidaten               | Kandidaten        | Parteien                                      | Stimmen | %    |
| ------------------------ | ----------------- | --------------------------------------------- | ------- | ---- |
|                          | Cesare Dujany     | UV – DP – PLI                                 | 33.250  | 45,2 |
|                          | Ruggero Millet    | Unità della Sinistra (PCI – PSI)              | 23.909  | 32,5 |
|                          | Giovanni Bondaz   | DC – PSDI – PRI                               | 13.442  | 18,3 |
|                          | Giorgio Bedendo   | Movimento Sociale Italiano – Destra Nazionale | 2.077   | 2,8  |
|                          | Giustino Brunod   | Costituente di Destra – Democrazia Nazionale  | 824     | 1,1  |
| Gesamt                   | Gesamt            | Gesamt                                        | 73.502  | 100  |
|                          |                   |                                               |         |      |
| Ungültige Stimmen        | Ungültige Stimmen | Ungültige Stimmen                             | 7.184   | 8,9  |
| Wähler                   | Wähler            | Wähler                                        | 80.686  | 91,9 |
| Wahlberechtigte          | Wahlberechtigte   | Wahlberechtigte                               | 87.770  |      |
|                          |                   |                                               |         |      |
| Quelle: Innenministerium |                   |                                               |         |      |

### Wahl 1983
| Kandidaten               | Kandidaten        | Parteien                                      | Stimmen | %    |
| ------------------------ | ----------------- | --------------------------------------------- | ------- | ---- |
|                          | Cesare Dujany     | UV – UVP – DP                                 | 28.086  | 38,9 |
|                          | Ruggero Sillet    | Partito Comunista Italiano                    | 16.035  | 22,2 |
|                          | Silvano Vesan     | Democrazia Cristiana                          | 14.203  | 19,7 |
|                          | Renato Barbagallo | Partito Socialista Italiano                   | 5.266   | 7,3  |
|                          | Roberto Duc       | PLI – PRI – PSDI                              | 4.239   | 5,9  |
|                          | Domenico Aloisi   | Movimento Sociale Italiano – Destra Nazionale | 2.565   | 3,6  |
|                          | Elio Riccarand    | Nuova Sinistra Unita                          | 1.853   | 2,6  |
| Gesamt                   | Gesamt            | Gesamt                                        | 72.247  | 100  |
|                          |                   |                                               |         |      |
| Ungültige Stimmen        | Ungültige Stimmen | Ungültige Stimmen                             | 9.348   | 11,5 |
| Wähler                   | Wähler            | Wähler                                        | 81.595  | 89,0 |
| Wahlberechtigte          | Wahlberechtigte   | Wahlberechtigte                               | 91.697  |      |
|                          |                   |                                               |         |      |
| Quelle: Innenministerium |                   |                                               |         |      |

### Wahl 1987
| Kandidaten               | Kandidaten               | Parteien                                      | Stimmen | %    |
| ------------------------ | ------------------------ | --------------------------------------------- | ------- | ---- |
|                          | Luciano Caveri           | UV – ADP – PRI                                | 41.707  | 55,1 |
|                          | Alessandra Della Guardia | DC – PCI – PSI – PSDI                         | 29.937  | 39,6 |
|                          | Corrado Gex              | Movimento Sociale Italiano – Destra Nazionale | 3.981   | 5,3  |
| Gesamt                   | Gesamt                   | Gesamt                                        | 75.625  | 100  |
|                          |                          |                                               |         |      |
| Ungültige Stimmen        | Ungültige Stimmen        | Ungültige Stimmen                             | 8.124   | 9,7  |
| Wähler                   | Wähler                   | Wähler                                        | 83.749  | 89,0 |
| Wahlberechtigte          | Wahlberechtigte          | Wahlberechtigte                               | 94.119  |      |
|                          |                          |                                               |         |      |
| Quelle: Innenministerium |                          |                                               |         |      |

### Wahl 1992
| Kandidaten               | Kandidaten          | Parteien                                      | Stimmen | %    |
| ------------------------ | ------------------- | --------------------------------------------- | ------- | ---- |
|                          | Luciano Caveri      | Vallée d’Aoste (UV)                           | 41.404  | 49,6 |
|                          | Augusto Fosson      | Gruppo Dolchi-Fosson                          | 30.724  | 36,8 |
|                          | Giacinta Prisant    | Federazione dei Verdi                         | 4.964   | 5,9  |
|                          | Vittorino Chiarello | Partito della Rifondazione Comunista          | 3.073   | 3,7  |
|                          | Roberto Duc         | Movimento Sociale Italiano – Destra Nazionale | 2.355   | 2,8  |
|                          | Luigi Nava          | Partito Pensionati                            | 992     | 1,2  |
| Gesamt                   | Gesamt              | Gesamt                                        | 83.512  | 100  |
|                          |                     |                                               |         |      |
| Ungültige Stimmen        | Ungültige Stimmen   | Ungültige Stimmen                             | 5.553   | 6,2  |
| Wähler                   | Wähler              | Wähler                                        | 89.065  | 90,4 |
| Wahlberechtigte          | Wahlberechtigte     | Wahlberechtigte                               | 98.569  |      |
|                          |                     |                                               |         |      |
| Quelle: Innenministerium |                     |                                               |         |      |

### Wahl 1994
| Kandidaten               | Kandidaten          | Parteien            | Stimmen | %    |
| ------------------------ | ------------------- | ------------------- | ------- | ---- |
|                          | Luciano Caveri      | Vallée d’Aoste (UV) | 43.700  | 54,1 |
|                          | Secondina Squarzino | Progressisti        | 17.942  | 22,2 |
|                          | Paolo Linty         | Lega Nord           | 13.902  | 17,2 |
|                          | Giancarlo Borluzzi  | Alleanza Nazionale  | 5.261   | 6,5  |
| Gesamt                   | Gesamt              | Gesamt              | 80.805  | 100  |
|                          |                     |                     |         |      |
| Ungültige Stimmen        | Ungültige Stimmen   | Ungültige Stimmen   | 8.056   | 9,1  |
| Wähler                   | Wähler              | Wähler              | 88.861  | 88,7 |
| Wahlberechtigte          | Wahlberechtigte     | Wahlberechtigte     | 100.135 |      |
|                          |                     |                     |         |      |
| Quelle: Innenministerium |                     |                     |         |      |

### Wahl 1996
| Kandidaten               | Kandidaten          | Parteien                             | Stimmen | %    |
| ------------------------ | ------------------- | ------------------------------------ | ------- | ---- |
|                          | Roberto Nicco       | Vallée d’Aoste (UV)                  | 37.431  | 48,6 |
|                          | Enrico Tibaldi      | Polo per le Libertà                  | 15.810  | 20,5 |
|                          | Secondina Squarzino | La Valle d’Aosta per L’Ulivo         | 11.526  | 15,0 |
|                          | Paolo Linty         | Lega Nord                            | 6.223   | 8,1  |
|                          | Silvino Morosso     | Partito della Rifondazione Comunista | 5.593   | 7,3  |
|                          | Maria Durando       | Rinnovamento                         | 444     | 0,6  |
| Gesamt                   | Gesamt              | Gesamt                               | 77.027  | 100  |
|                          |                     |                                      |         |      |
| Ungültige Stimmen        | Ungültige Stimmen   | Ungültige Stimmen                    | 7.429   | 8,8  |
| Wähler                   | Wähler              | Wähler                               | 84.456  | 83,3 |
| Wahlberechtigte          | Wahlberechtigte     | Wahlberechtigte                      | 101.392 |      |
|                          |                     |                                      |         |      |
| Quelle: Innenministerium |                     |                                      |         |      |

### Wahl 2001
| Kandidaten               | Kandidaten        | Parteien                 | Stimmen | %    |
| ------------------------ | ----------------- | ------------------------ | ------- | ---- |
|                          | Ivo Collé         | Vallée d’Aoste (UV)      | 25.577  | 35,0 |
|                          | Giulio Fiou       | Democratici di Sinistra  | 20.452  | 28,0 |
|                          | Gianloreto Angeli | Forza Italia – Lega Nord | 16.049  | 21,9 |
|                          | Elio Riccarand    | Lista Alternativa        | 6.612   | 9,0  |
|                          | Alberto Zucchi    | Alleanza Nazionale       | 4.464   | 6,1  |
| Gesamt                   | Gesamt            | Gesamt                   | 73.154  | 100  |
|                          |                   |                          |         |      |
| Ungültige Stimmen        | Ungültige Stimmen | Ungültige Stimmen        | 9.351   | 11,3 |
| Wähler                   | Wähler            | Wähler                   | 82.505  | 80,4 |
| Wahlberechtigte          | Wahlberechtigte   | Wahlberechtigte          | 102.652 |      |
|                          |                   |                          |         |      |
| Quelle: Innenministerium |                   |                          |         |      |

### Wahl 2006
| Kandidaten               | Kandidaten            | Parteien                          | Stimmen | %    |
| ------------------------ | --------------------- | --------------------------------- | ------- | ---- |
|                          | Roberto Nicco         | Autonomie Liberté Démocratie      | 34.168  | 43,4 |
|                          | Marco Vierin          | Vallée d’Aoste (UV)               | 24.119  | 30,7 |
|                          | Massimo Lattanzi      | Forza Italia – Alleanza Nazionale | 13.374  | 17,0 |
|                          | Luca Bringhen         | Unione di Centro                  | 2.282   | 2,9  |
|                          | Alessandra Mussolini  | Alternativa Sociale               | 1.587   | 2,0  |
|                          | Vincenzo Falco        | Lega Nord                         | 1.566   | 2,0  |
|                          | Marco Bertone         | Partito Pensionati                | 1.135   | 1,4  |
|                          | Marcello Pietranconio | Fiamma Tricolore                  | 430     | 0,5  |
| Gesamt                   | Gesamt                | Gesamt                            | 78.661  | 100  |
|                          |                       |                                   |         |      |
| Ungültige Stimmen        | Ungültige Stimmen     | Ungültige Stimmen                 | 5.272   | 6,3  |
| Wähler                   | Wähler                | Wähler                            | 83.933  | 83,4 |
| Wahlberechtigte          | Wahlberechtigte       | Wahlberechtigte                   | 100.580 |      |
|                          |                       |                                   |         |      |
| Quelle: Innenministerium |                       |                                   |         |      |

### Wahl 2008
| Kandidaten               | Kandidaten           | Parteien                     | Stimmen | %    |
| ------------------------ | -------------------- | ---------------------------- | ------- | ---- |
|                          | Roberto Nicco        | Autonomie Liberté Démocratie | 29.314  | 39,1 |
|                          | Ego Perron           | Vallée d’Aoste (UV)          | 28.357  | 37,8 |
|                          | Giuseppe Gambardella | Il Popolo della Libertà      | 13.880  | 18,5 |
|                          | Patrizio Giovannacci | Lega Nord                    | 2.322   | 3,1  |
|                          | Giancarlo Borluzzi   | Azione Sociale               | 1.066   | 1,4  |
| Gesamt                   | Gesamt               | Gesamt                       | 74.939  | 100  |
|                          |                      |                              |         |      |
| Ungültige Stimmen        | Ungültige Stimmen    | Ungültige Stimmen            | 4.745   | 6,0  |
| Wähler                   | Wähler               | Wähler                       | 79.684  | 79,2 |
| Wahlberechtigte          | Wahlberechtigte      | Wahlberechtigte              | 100.623 |      |
|                          |                      |                              |         |      |
| Quelle: Innenministerium |                      |                              |         |      |

### Wahl 2013
| Kandidaten               | Kandidaten             | Parteien                      | Stimmen | %    |
| ------------------------ | ---------------------- | ----------------------------- | ------- | ---- |
|                          | Rudi Marguerettaz      | Vallée d’Aoste (UV)           | 18.376  | 25,4 |
|                          | Laurent Vierin         | Union Valdôtaine Progressiste | 18.191  | 25,1 |
|                          | Jean Pierre Guichardaz | Autonomie Liberté Démocratie  | 14.340  | 19,8 |
|                          | Roberto Cognetta       | Movimento 5 Stelle            | 13.403  | 18,5 |
|                          | Giorgia Meloni         | Fratelli d’Italia             | 3.051   | 4,2  |
|                          | Nicoletta Spelgatti    | Lega Nord                     | 2.384   | 3,3  |
|                          | Luca Bringhen          | Unione di Centro              | 1.355   | 1,9  |
|                          | Fabrizio Buillet       | Fare per Fermare il Declino   | 748     | 1,0  |
|                          | Andrea Ladu            | CasaPound Italia              | 443     | 0,6  |
|                          | Eros Campion           | Nation Val d’Outa             | 145     | 0,2  |
| Gesamt                   | Gesamt                 | Gesamt                        | 72.436  | 100  |
|                          |                        |                               |         |      |
| Ungültige Stimmen        | Ungültige Stimmen      | Ungültige Stimmen             | 4.733   | 6,1  |
| Wähler                   | Wähler                 | Wähler                        | 77.169  | 77,0 |
| Wahlberechtigte          | Wahlberechtigte        | Wahlberechtigte               | 100.277 |      |
|                          |                        |                               |         |      |
| Quelle: Innenministerium |                        |                               |         |      |

### Wahl 2018
| Kandidaten               | Kandidaten         | Parteien                                 | Stimmen | %    |
| ------------------------ | ------------------ | ---------------------------------------- | ------- | ---- |
|                          | Elisa Tripodi      | Movimento 5 Stelle                       | 15.999  | 24,1 |
|                          | Alessia Favre      | Vallée d’Aoste (PD – UV – UVP – EPAV)    | 14.429  | 21,7 |
|                          | Giampaolo Marcoz   | Pour Tous Per Tutti Pe Tcheut            | 12.118  | 18,3 |
|                          | Luca Distort       | Lega                                     | 11.588  | 17,5 |
|                          | Edoardo Melgara    | Forza Italia – FdI – Nuova Valle d’Aosta | 5.533   | 8,3  |
|                          | Chiara Minelli     | Risposta Civica                          | 2.623   | 4,0  |
|                          | Francesco Rappazzo | Potere al Popolo!                        | 1.700   | 2,6  |
|                          | Lorenzo Aiello     | CasaPound Italia                         | 1.205   | 1,8  |
|                          | Daniela Glarey     | Partito Valore Umano                     | 1.175   | 1,8  |
| Gesamt                   | Gesamt             | Gesamt                                   | 66.370  | 100  |
|                          |                    |                                          |         |      |
| Ungültige Stimmen        | Ungültige Stimmen  | Ungültige Stimmen                        | 5.577   | 7,8  |
| Wähler                   | Wähler             | Wähler                                   | 71.947  | 72,3 |
| Wahlberechtigte          | Wahlberechtigte    | Wahlberechtigte                          | 99.547  |      |
|                          |                    |                                          |         |      |
| Quelle: Innenministerium |                    |                                          |         |      |

### Wahl 2022
| Kandidaten               | Kandidaten            | Parteien                                                                                         | Stimmen | %    |
| ------------------------ | --------------------- | ------------------------------------------------------------------------------------------------ | ------- | ---- |
|                          | Franco Manes          | Vallée d’Aoste – Autonomie Progrès Fédéralisme (PD-IDP – UV – AV – VdAU – SA – Azione/IV)        | 20.763  | 38,6 |
|                          | Emily Marinella Rini  | Centrodestra Unito per la Valle d’Aosta (Lega – Forza Italia – Noi Moderati – Fratelli d’Italia) | 16.016  | 29,8 |
|                          | Giovanni Girardini    | La Renaissance Valdôtaine                                                                        | 6.398   | 11,9 |
|                          | Erika Guichardaz      | Valle d’Aosta Aperta (M5S – AD-GA – ADU – SI)                                                    | 5.841   | 10,9 |
|                          | Loredana Augusta Ronc | Italia Sovrana e Popolare                                                                        | 2.302   | 4,3  |
|                          | Loredana De Rosa      | Unione Popolare                                                                                  | 1.375   | 2,6  |
|                          | Davide Ianni          | Partito Comunista Italiano                                                                       | 1.051   | 2,0  |
| Gesamt                   | Gesamt                | Gesamt                                                                                           | 53.746  | 100  |
|                          |                       |                                                                                                  |         |      |
| Ungültige Stimmen        | Ungültige Stimmen     | Ungültige Stimmen                                                                                | 5.744   | 9,7  |
| Wähler                   | Wähler                | Wähler                                                                                           | 59.490  | 60,6 |
| Wahlberechtigte          | Wahlberechtigte       | Wahlberechtigte                                                                                  | 98.187  |      |
|                          |                       |                                                                                                  |         |      |
| Quelle: Innenministerium |                       |                                                                                                  |         |      |